# 카리팝
카리팝(말레이어: karipap)은 고기와 감자가 든 커리맛 소를 채워 튀기거나 구운 페이스트리로, 말레이시아, 브루나이, 싱가포르, 인도네시아 등 해양 동남아시아 지역 및 이웃한 태국, 미얀마 등지에서 즐겨 먹는 간식이다. 포르투갈식 파스텔, 인도식 사모사 등 여러 가지 음식의 영향을 받아 만들어진 쿠이로서, 쿠이 카리팝(말레이어: kuih karipap)이라 불리기도 한다.

## 이름
- 말레이시아: 카리팝(말레이어: karipap), 쿠이 카리팝(말레이어: kuih karipap), 에폭에폭(말레이어: epok-epok, 조호르)
- 미얀마: 까이 빳(버마어: ကာရီပတ်ဖ်), 쩻타 빳(버마어: ကြက်သားပတ်ဖ်)
- 브루나이: 카리팝(말레이어: karipap), 쿠이 카리팝(말레이어: kuih karipap)
- 싱가포르: 커리 퍼프(영어: curry puff), 가리자오(중국어 간체자: 咖喱饺, 정체자: 咖喱餃, 병음: gālí jiǎo), 카리팝(말레이어: karipap), 쿠이 카리팝(말레이어: kuih karipap), 카리파프(타밀어: கரிபாப்)
- 인도네시아: 파스텔(인도네시아어: pastel), 쿠에 파스텔(인도네시아어: kue pastel),
- 태국: 까리빱(태국어: กะหรี่ปั๊บ)

## 만들기
닭고기는 잘게 깍둑썰어 강황가루나 커리가루 등에 재어 두고, 감자도 잘게 깍둑썰어 둔다. 기름에 양파, 커리나무 잎, 마늘, 생강 등을 볶다가 닭고기, 감자를 넣고 커리가루, 고춧가루, 소금, 설탕 들을 함께 넣어 소를 만든다.
밀가루에 설탕, 소금, 버터, 물 등을 넣어 페이스트리 반죽을 만들고, 밀대로 밀어 만두 피처럼 얇게 편다.
피에 소를 넣고, 엠파나다와 비슷한 방식으로 끝을 말아 봉한 뒤 기름에 튀기거나 오븐에 구워 낸다.
닭고기 대신 쇠고기, 양고기 등을 쓰기도 하며, 정어리 소를 쓰기도 한다. 고기 소 대신에 무, 두부, 감자, 당근을 넣고 맵지 않은 채식 카리팝을 만들기도 하며, 이때는 스위트 칠리 소스에 찍어 먹는다.

## 같이 보기
- 엠파나다
- 만두